# Ursule de Rosenfeld
Ursule de Rosenfeld (c. 1499 1499 – 26 février 1538 à Pforzheim) est la seconde épouse du marquis Ernest de Bade-Durlach. Tous les grands-ducs de Bade descendent d'elle par l'intermédiaire de son fils Charles II.

## Biographie
Ursula est née vers 1499 et est la plus jeune enfant de Loup de Rosenfeld (mort en 1500) et de sa femme, Anne Bombast de Hohenheim. Ils sont considérés comme de petite noblesse. Son père est Écoutète de la ville de Rosenfeld dans le Wurtemberg. Selon la légende, la famille vit dans la majestueuse "maison d' Ursula", qui remonte au début du XVe siècle.
Ursula est une dame de compagnie de la margravine Élisabeth de Brandebourg-Ansbach-Culmbach, la première épouse du marquis Ernest de Bade-Durlach. Élisabeth est morte le 31 mai 1518. Peu de temps après, probablement plus tard en 1518, Ernest épouse Ursule. Bien qu'elle soit de petite noblesse, leur mariage n'est pas considéré comme morganatique, car elle devient une margravine par le mariage. Sur sa pierre tombale, elle est appelée "l'illustre Dame Ursula, Margravine de Bade et de Hochberg, l'épouse de l'illustre Seigneur Prince Ernest, le Margrave de Bade et de Hochberg" (ILL. L'ADN VRSV=LA MARCHIONISSA / BADEN ET HOCHBERG ILLVSTRIS PRINCIPIS / PNI ERNESTI MARCHIONIS À BADEN ET HOCHBERG CONIUNX).
Ursule est décédé le 26 février 1538, et est enterrée dans l'église du château de Pforzheim. Ernest construit un double tombeau de pierre sous la forme d'un sarcophage en son honneur dans le chœur de l'église du château.

## Descendance
Selon la chronique, Ernest et Ursula ont "beaucoup d'enfants". La liste précise de leurs enfants ne nous est pas parvenue. Trois enfants sont connus pour être issus de ce mariage :
- Marguerite (1519-1571), mariée le 12 novembre 1538 au comte Wolfgang II d'Oettingen (1511-1572)[3]
- Salomé (d. 1549), mariée en 1540 à Ladislas de Fraunberg-Haag (1505-1566)
- Charles II (24 juillet 1529 - 23 mars 1577), margrave de Bade-Durlach